# Liga Mexicana de Béisbol 1946
La Temporada 1946 de la Liga Mexicana de Béisbol fue la edición número 22. Para esta campaña hubo una expansión de 6 a 8 equipos, los equipos de expansión fueron el Unión Laguna de Torreón y los Tuneros de San Luis, el resto de los equipos se mantenían en la misma sede. El calendario constaba de 98 juegos en un rol corrido, el equipo con el mejor porcentaje de ganados y perdidos se coronaba campeón de la liga.
Los Alijadores de Tampico obtuvieron el segundo título y primer bicampeonato de su historia al terminar en primer lugar con marca de 56 ganados y 41 perdidos, con un juego de ventaja sobre los Diablos Rojos del México. El mánager campeón fue Armando Marsans.

## Equipos participantes
| Liga Mexicana de Béisbol 1946 |           |                                  |                 |           |
| Equipo                        | Fundación | Ciudad                           | Estadio         | Capacidad |
| Alijadores de Tampico         | 1937      | Tampico, Tamaulipas              | Alijadores      | 7,000     |
| Azules de Veracruz            | 1940      | México, D. F.                    | Delta           | 20,000    |
| Diablos Rojos del México      | 1940      | México, D. F.                    | Delta           | 20,000    |
| Industriales de Monterrey     | 1939      | Monterrey, Nuevo León            | Cuauhtémoc      | 8,000     |
| La Junta de Nuevo Laredo      | 1940      | Nuevo Laredo, Tamaulipas         | La Junta        | 7,800     |
| Pericos de Puebla             | 1938      | Puebla, Puebla                   | Puebla          | 5,000     |
| Tuneros de San Luis           | 1926      | San Luis Potosí, San Luis Potosí | 20 de Noviembre | 6,500     |
| Unión Laguna de Torreón       | 1940      | Torreón, Coahuila                | Revolución      | 9,500     |

## Posiciones
| Liga Mexicana de Béisbol | Liga Mexicana de Béisbol | Liga Mexicana de Béisbol | Liga Mexicana de Béisbol | Liga Mexicana de Béisbol |
| Equipo                   | JG                       | JP                       | PCT                      | JV                       |
| ------------------------ | ------------------------ | ------------------------ | ------------------------ | ------------------------ |
| Tampico                  | 56                       | 41                       | .577                     | -                        |
| México                   | 55                       | 42                       | .567                     | 1.0                      |
| Puebla                   | 52                       | 46                       | .531                     | 4.5                      |
| Torreón                  | 50                       | 47                       | .515                     | 6.0                      |
| Monterrey                | 48                       | 49                       | .495                     | 8.0                      |
| Nuevo Laredo             | 48                       | 50                       | .490                     | 8.5                      |
| Veracruz                 | 41                       | 57                       | .418                     | 15.5                     |
| San Luis                 | 40                       | 58                       | .408                     | 16.5                     |

| Campeón de la Liga |

## Juego de Estrellas
El Juego de Estrellas de la LMB se realizó el 9 de julio en el Parque Delta en México, D. F. La selección de jugadores de los equipos del Sur se impuso a la selección de jugadores de los equipos del Norte 11 carreras a 3.

## Designaciones
Se designó como novato del año a Guillermo "Huevito" Álvarez  de los Pericos de Puebla.

## Acontecimientos relevantes
- Jorge Pasquel es el nuevo presidente de la Liga.
- Agustín "Pijini" Bejerano de La Junta de Nuevo Laredo impone récord de más bases robadas en una temporada con 47. El récord fue roto por Francisco García de los Charros de Jalisco en la temporada de 1966.[3]